# هرم لایه‌ای

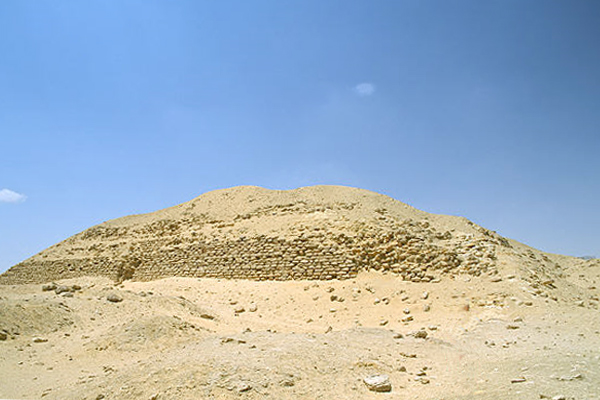
هرم لایه‌ای منسوب به خبا

هرم لایه‌ای (به عربی: الهرم المدور) هرمی منسوب به خبا از دودمان سوم مصر باستان است که در گورستان زاویة العریان در مصر قرار دارد.

## تاریخچه کاوش‌ها

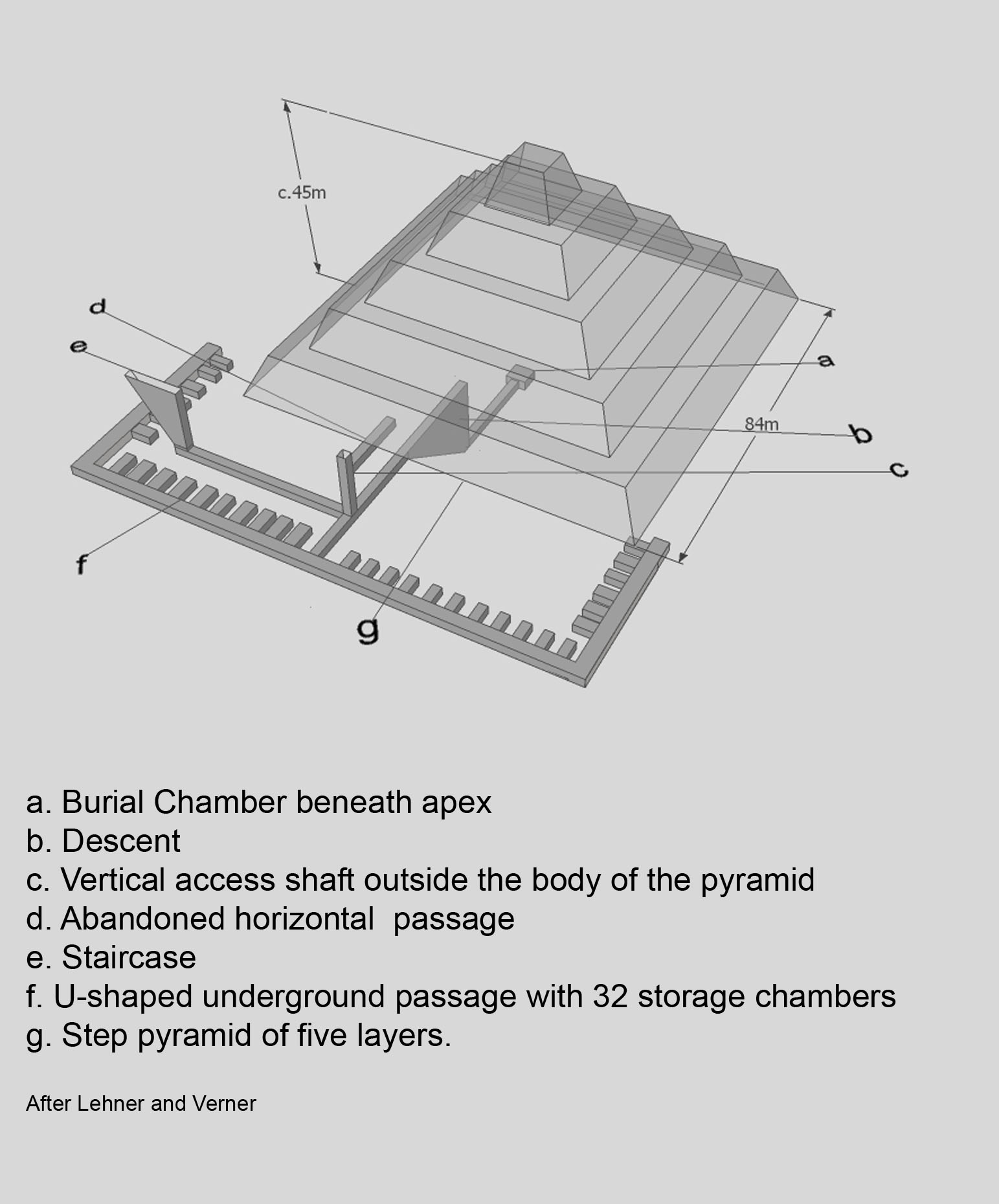
تصویر سه بعدی از هرم

نخستین کاوش‌های هرم لایه‌ای در سال ۱۸۳۹ و توسط جان شی پرینگ انجام شدند. کارل ریچارد لپسیوس در فهرست خود به این هرم شماره ۱۴ داده است. گستون مسپرو نیز در ۱۸۸۶ ورودی هرم را مورد بررسی و کاوش قرار داد. ژاک دو مورگان ده سال پس از آن، در ۱۸۹۶، به کاوش پرداخت ولی کار را پس از آنکه بالای یکی از پلکان‌ها را پاکسازی کرد، به پایان رساند. الکساندر بارسنتی تلاشی از نو در ۱۹۰۰ آغاز کرد و راهی را پیدا کرد که به دو گالری می‌رسد که یکی از آن‌ها به اتاقی ختم می‌شد. او بی هیچ موفقیتی به کار پایان داد و نتیجه گرفت که سازه هیچ‌گاه مورد استفاده قرار نگرفته بوده است. جرج اندرو رایسنر و کلارنس فیشر نیز به بررسی سازه پرداختند.
این بررسی‌ها به نتایج آنچنانی ختم نشدند و قرار گرفتن سایت در محوطه‌ای نظامی جلوی کاوش‌های بیشتر را گرفته است.

## نگارخانه

سازه‌های زیر بنای هرم
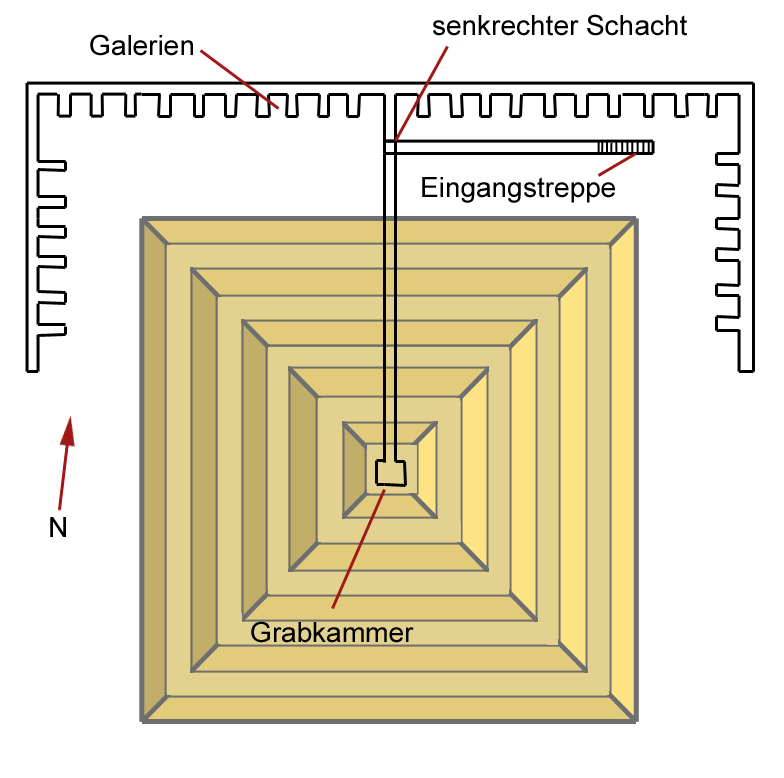
نقشه هرم
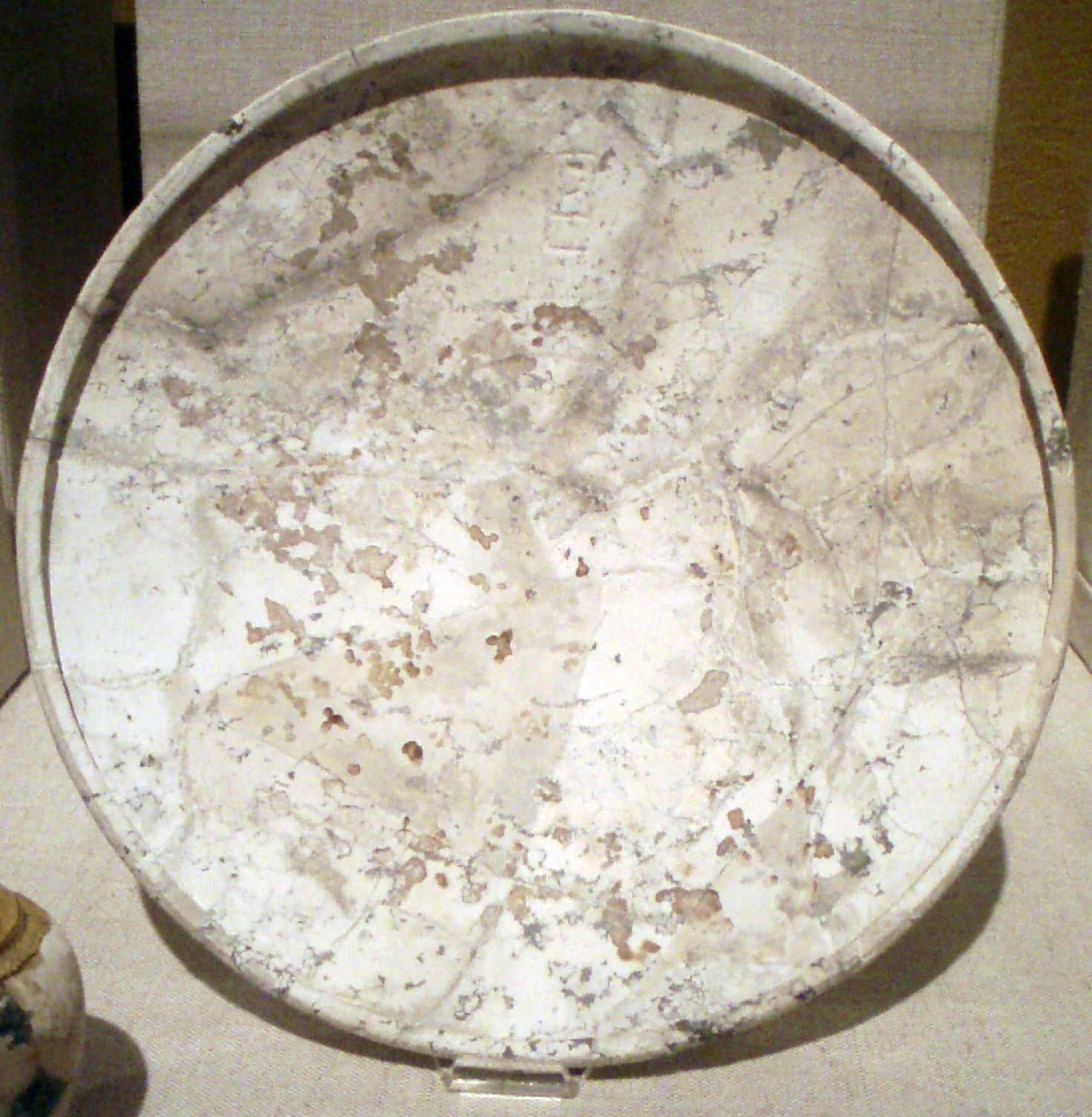
ظرفی از جنس دولومیت با نام خبا که در کاوش‌های هرم یافت شده